# سودان در المپیک تابستانی ۲۰۲۴
کاروان المپیکی سودان، یکی از کاروان‌های شرکت‌کننده در بازی‌های المپیک تابستانی ۲۰۲۴ بود. این دوره از بازی‌ها از ۲۶ ژوئیه تا ۱۱ اوت ۲۰۲۴ (۵ تا ۲۱ امرداد ۱۴۰۳ خورشیدی) به میزبانی پاریس، پایتخت فرانسه برگزار شد. این حضور، سیزدهمین حضور کاروان سودان در المپیک بود. سودانی‌ها برای چهارمین دوره پیاپی از کسب مدال بازماندند.

## شرکت‌کنندگان
فهرست زیر به ورزشکاران این کاروان اشاره دارد.
| ورزش        | مردان | زنان | مجموع |
| ----------- | ----- | ---- | ----- |
| دو و میدانی | ۱     | ۰    | ۱     |
| روئینگ      | ۱     | ۰    | ۱     |
| شنا         | ۱     | ۱    | ۲     |
| مجموع       | ۳     | ۱    | ۴     |